# Croton serratifolius
Croton serratifolius är en törelväxtart som beskrevs av Henri Ernest Baillon. Croton serratifolius ingår i släktet Croton och familjen törelväxter. Inga underarter finns listade i Catalogue of Life.